# Psíctere

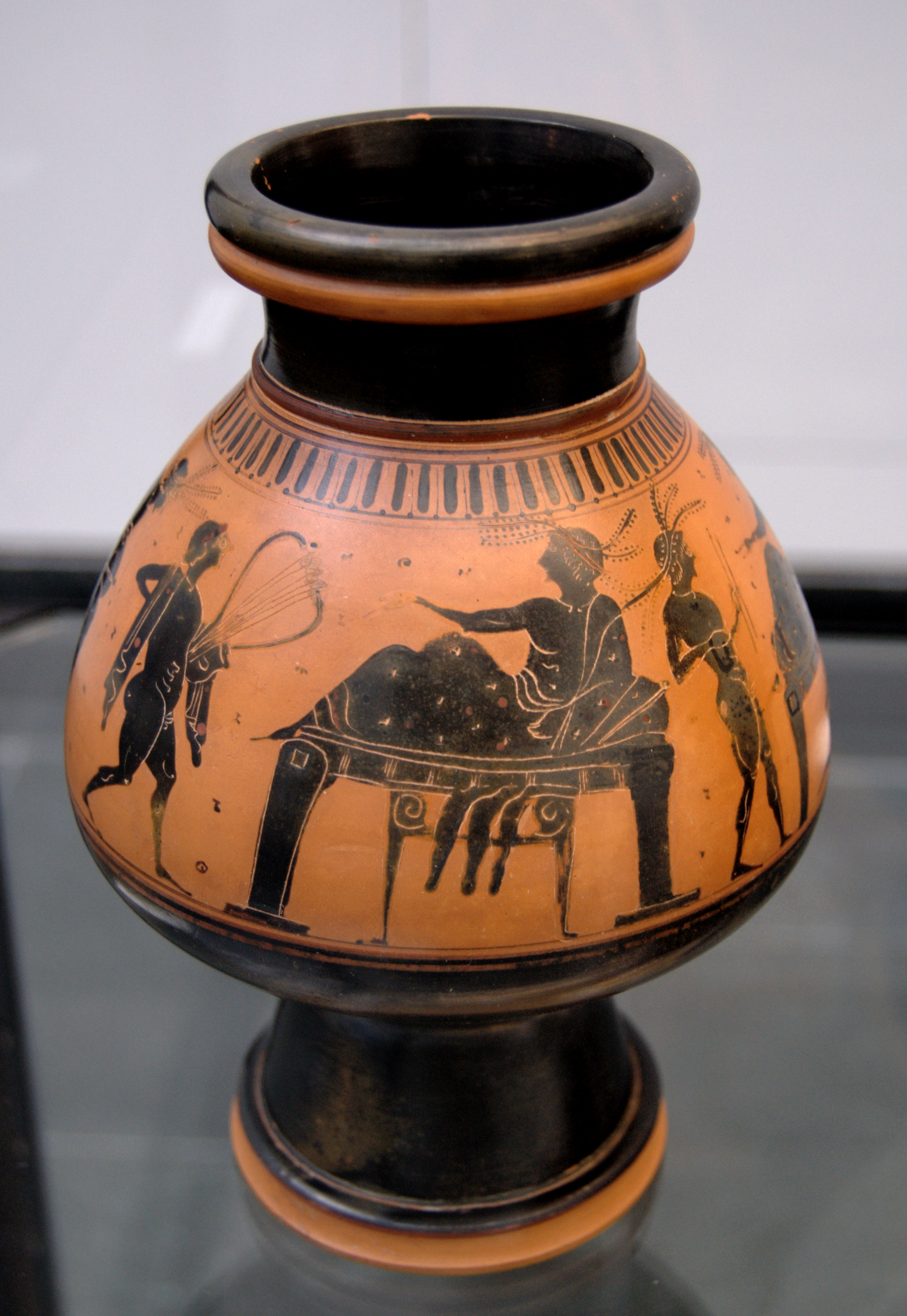
Psíctere, Museu de Antiguidades de Berlim

Psíctere ou Psícter (em latim: ψυκτήρ; romaniz.: Psyctér) era um vaso usado para esfriar vinhos, o recipiente especialmente adaptado para esta operação era algumas vezes feito de bronze ou prata.
Uma peça de cerâmica está preservada no Museu de Antiguidades de Copenhague. Consiste de um vaso fundo para segurar o gelo, que é fixado dentro de outro para segurar o vinho. O vinho era derramado pelo topo, desse modo o vaso com gelo é rodeado e resfria o vinho por contato. 
O tamanho do recipiente variava bastante. Continha desde 2 quartos até um grande número de galões. Às vezes era dado como um prêmio para os vencedores dos jogos de cottabos.